# Eugène Étienne
Eugène Étienne, född 15 december 1844, död 13 maj 1921, var en fransk politiker.
Étienne valdes 1881 som Léon Gambettas anhängare till deputerad i Oran, Algeriet och blev ständigt återvald. Han var understatssekreterare för marinen och kolonierna 1887–1891, vice president i deputeradekammaren 1894–1895 och 1902-04. Étienne var därefter inrikesminister i Maurice Rouviers regering 1905, samt krigsminister i Maurice Rouvier och Ferdinand Sarriens regeringar 1905–1906 och i Aristide Briand och Louis Barthous regeringar 1913. 1920 blev han senator. Étienne var specialist på kolonialfrågor och bidrog starkt till att Frankrike trots motstånd från personer som Georges Clemenceau och Camille Pelletan under 1880- och 1890-talen bedrev en energisk kolonialpolitik.